# Josef Gronover
Joseph Wilhelm August Gronover (* 18. Mai 1890 in Greven; † 3. Dezember 1963 ebenda) war ein deutscher Jurist und Politiker (Zentrum, NSDAP) und von 1933 bis 1945 Bürgermeister von Dorsten.

## Leben
Gronover besuchte das Gymnasium in Rheine. Sein Studium der Rechtswissenschaft an der Universität Tübingen schloss er mit der Promotion zum Dr. jur. ab. Während des Studiums wurde er Mitglied der katholischen Studentenverbindung AV Guestfalia Tübingen. Am Ersten Weltkrieg nahm er als Offizier der Ulanen teil und wurde dafür mit dem Eisernen Kreuz und dem Frontkämpferkreuz ausgezeichnet.
1920 kam Gronover erstmals nach Dorsten. Dort war er Verbindungsoffizier des Wehrkreiskommandos in Münster zum Freikorps Loewenfeld, das während des Ruhraufstandes im Raum Bottrop brutal gegen die linksgerichteten Arbeiter vorging. Später arbeitete er als Syndikus beim Westfälischen Bauernverein, bevor er im Januar 1932 als deutschnationaler Zentrumspolitiker Bürgermeister der Gemeinde St. Mauritz bei Münster wurde.
1933 trat Gronover der Reiter-SA bei. Am 18. August desselben Jahres kam er nach Dorsten und wurde drei Tage später von den Nationalsozialisten zum Bürgermeister der Stadt ernannt, nachdem der gewählte Amtsinhaber Franz Lürken aus dem Amt gedrängt worden war. 1935 wurde Tochter Ursula geboren, die der bekennende Katholik nach dem örtlichen Ursulinenorden benannte, für dessen Erhalt er sich 1941 einsetzte (siehe auch Gymnasium St. Ursula Dorsten). Am 31. Mai 1937 beantragte er die Aufnahme in die NSDAP und wurde rückwirkend zum 1. Mai desselben Jahres aufgenommen (Mitgliedsnummer 4.442.251). 1944 erkrankte Gronover. Kurz vor der Bombardierung und dem Einmarsch der Alliierten zog er mit seiner Familie nach Wolbeck bei Münster. Dort besaßen Verwandte seiner Frau Hedwig, die der vermögenden Unternehmerfamilie Bischoff entstammte, das Gut Fronhof.
Im Nachkriegsdeutschland wurde Gronovers Antrag auf Wiederverwendung als Berufsbeamter bei der Stadt Dorsten abschlägig beschieden, stattdessen wurde er 1946 pensioniert. Seinem Schwager, dem NSDAP-Mitglied und späteren Dorstener Bürgermeister Paul Schürholz, stellte er einen sogenannten Persilschein aus, jedoch ohne Erfolg. Zahlreiche Personen aus dem öffentlichen Leben der Stadt Dorsten bescheinigten auch Gronover selbst, lediglich oberflächlich als Nationalsozialist aufgetreten zu sein. Jedoch hatte er in seiner zwölfjährigen Amtszeit als NSDAP-Bürgermeister die Werte des Nationalsozialismus in zahlreichen Reden öffentlich gepriesen. Der Entnazifizierungs-Ausschuss des Amtes Hervest-Dorsten kam daher zu einer anderen Einschätzung und stufte ihn 1947 als „Mitläufer“ ein, vor allem auch wegen seiner Mitwirkung an der Niederringung der Demokratie.
Gronover legte erfolgreich Revision ein und nahm für sich eine „getarnte Oppositionstätigkeit“ in Anspruch. Der Berufungsausschuss in Telgte gab seinem Einspruch statt und lobte besonders Gronovers Einsatz für den Erhalt der Dorstener Klöster. Seine öffentlichen Äußerungen und seine SA-Mitgliedschaft wurden als nicht schwerwiegend eingestuft und seine Mithilfe bei der Abschaffung der Demokratie angezweifelt. Somit galt er offiziell als entlastet. Bis zu seinem Tode im Jahr 1963 bezog Josef Gronover eine staatliche Pension als früherer Wahlbeamter und verfasste Gedichte über seine westfälische Heimat und die Stadt Dorsten.